# Chiến dịch Pokpoong
Chiến dịch Pokpung (tiếng Hàn Quốc: 폭풍 작전, n.đ. 'Bạo phong') là tên gọi của cuộc tấn công quân sự do Cộng hòa Dân chủ Nhân dân Triều Tiên (CHDCND Triều Tiên) phát động nhằm vào Đại Hàn Dân Quốc (Hàn Quốc), khởi đầu cho cuộc Chiến tranh Triều Tiên đầy khốc liệt. Cuộc tấn công bắt đầu vào lúc 4 giờ sáng ngày 25 tháng 6 năm 1950, khi quân đội Triều Tiên bất ngờ vượt qua vĩ tuyến 38 Bắc, ranh giới tạm thời chia cắt Bắc và Nam Triều Tiên sau Thế chiến II, tiến sâu vào lãnh thổ Hàn Quốc. Điều đáng chú ý là chính phủ Triều Tiên không đưa ra bất kỳ tuyên bố chính thức nào về chiến tranh trước khi tấn công, cho thấy tính chất bất ngờ và chủ động trong kế hoạch quân sự này.
Trước đó, Triều Tiên đã chuẩn bị kỹ lưỡng cho cuộc chiến, với sự hậu thuẫn mạnh mẽ từ Liên Xô, bao gồm việc cung cấp vũ khí, xe tăng, máy bay và các thiết bị quân sự hiện đại. Nhờ vậy, trong những ngày đầu tiên của chiến dịch, quân đội Triều Tiên đã tiến quân thần tốc và chiếm được thủ đô Seoul của Hàn Quốc, gây hoang mang và tổn thất nặng nề cho lực lượng phòng thủ phía Nam.
Mục tiêu ban đầu của Chiến dịch Pokpung là chiếm trọn toàn bộ bán đảo Triều Tiên trong vòng 50 ngày, tức là hoàn thành trước ngày 15 tháng 8 năm 1950, ngày kỷ niệm 5 năm Gwangbokjeol (Ngày Giải phóng bán đảo Triều Tiên khỏi ách thống trị Nhật Bản). Theo kế hoạch, quân đội Triều Tiên dự kiến tiến quân trung bình 10km mỗi ngày để đạt được mục tiêu này. Tuy nhiên, diễn biến thực tế không hoàn toàn thuận lợi như kế hoạch. Tại mặt trận phía Đông, Quân đoàn II của Triều Tiên đã vấp phải sự kháng cự quyết liệt từ Sư đoàn bộ binh số 6 của Hàn Quốc, gây ra tổn thất nặng nề và làm chậm bước tiến của quân đội Triều Tiên. Sự chậm trễ chiến lược này tạo cơ hội cho Hoa Kỳ kịp thời can thiệp, khi họ tuyên bố hỗ trợ quân sự cho Hàn Quốc chỉ hai ngày sau, vào ngày 27 tháng 6. Đến ngày 7 tháng 7 năm 1950, Bộ Tư lệnh Liên Hợp Quốc (United Nations Command) chính thức được thành lập nhằm tổ chức một cuộc phản công đa quốc gia, phối hợp các lực lượng đồng minh để chống lại Triều Tiên xâm chiếm, mở ra một giai đoạn mới trong cuộc chiến với quy mô quốc tế.

## Bối cảnh
Sự can thiệp và chỉ đạo của lãnh tụ Liên Xô Joseph Stalin đã đóng vai trò then chốt trong việc quyết định thời điểm bắt đầu cuộc tấn công Hàn Quốc của lãnh tụ Triều Tiên Kim Nhật Thành. Cả Kim Nhật Thành và Tổng thống Hàn Quốc Lý Thừa Vãn đều mong muốn thống nhất bán đảo Triều Tiên, nhưng trong khi Lý Thừa Vãn hướng đến giải pháp chính trị, Kim Nhật Thành chủ trương sử dụng vũ lực. Tuy nhiên, để thực hiện kế hoạch quân sự này, Kim cần sự hậu thuẫn từ Stalin. Vào ngày 30 tháng 1 năm 1950, Stalin liên lạc với đại sứ Liên Xô tại Triều Tiên, Terenty Shtykov, và bày tỏ ý định hỗ trợ xây dựng kế hoạch xâm chiếm, đồng thời lưu ý rằng cuộc tấn công phải được tổ chức sao cho tránh bị kéo dài. Trong các tháng sau đó, Kim liên tục đề xuất tấn công nhưng bị Stalin từ chối cho đến khi tình hình chiến lược tại Viễn Đông được xem là thuận lợi.
Từ tháng 3 năm 1950, quân đội Nhân dân Triều Tiên (KPA) bắt đầu tăng cường trang bị, điều động lực lượng và chuẩn bị cho chiến tranh. Đến ngày 16 tháng 5, các sĩ quan quân đội Triều Tiên và Liên Xô tiến hành kiểm tra cuối cùng cho cuộc tấn công.
Tháng 4 năm 1950, Kim Nhật Thành gặp trực tiếp Stalin tại Moskva để thống nhất kế hoạch tấn công. Stalin đồng ý với điều kiện Trung Quốc cũng phải ủng hộ. Ngày 13 tháng 5, Kim đến Bắc Kinh gặp Mao Trạch Đông, và ngày hôm sau Mao chấp thuận kế hoạch sau khi xem xét điện tín của Stalin. Trước cuộc gặp, Stalin đã cử Trung tướng Vasiliev phối hợp với tướng Kang Kon (Tổng tham mưu trưởng quân đội Nhân dân Triều Tiên) soạn thảo kế hoạch chi tiết. Kế hoạch được hoàn tất ngày 29 tháng 5.
Ngày 10 tháng 6, Bộ Quốc phòng Triều Tiên bí mật triệu tập toàn bộ chỉ huy sư đoàn và lữ đoàn về Bình Nhưỡng để phổ biến mệnh lệnh. Tướng Kang Kon yêu cầu các đơn vị sẵn sàng cho chiến dịch tấn công nhưng dưới hình thức ngụy trang là phòng thủ, hoàn tất trước ngày 23 tháng 6. Ngày 11 tháng 6, quân đội Nhân dân Triều Tiên được tổ chức lại thành hai quân đoàn, các đơn vị dự bị bắt đầu tiến sát vĩ tuyến 38, chỉ còn cách khoảng 10–15 km. Trong ngày hôm đó, đơn vị tiền phương của Sư đoàn 2 quân đội Nhân dân Triều Tiên di chuyển đến Kumhwa, và toàn bộ sư đoàn đã có mặt ở đó trước ngày 14 tháng 6. Đến ngày 23 tháng 6, tất cả lực lượng tham chiến của Triều Tiên đã được triển khai quanh khu vực vĩ tuyến 38.
Ngày 18 tháng 6, Bộ Quốc phòng Triều Tiên phát Lệnh Trinh sát số 1 (정찰명령 제1호) , yêu cầu các chỉ huy sư đoàn thu thập thông tin về vị trí và địa hình của quân đội Hàn Quốc (ROKA). Sau khi hoàn tất trinh sát và được Stalin phê duyệt, vào ngày 22 tháng 6, cố vấn quân sự Liên Xô chỉ đạo phát Lệnh Tác chiến số 1 (전투명령 제1호) tới các đơn vị. Trong thời gian này, Kim Nhật Thành chính thức thông báo với Stalin rằng cuộc chiến sẽ bắt đầu vào ngày 25 tháng 6, và Stalin đã chấp thuận kế hoạch này. Đúng như dự định, vào 4 giờ sáng ngày 25 tháng 6 năm 1950, quân đội Triều Tiên vượt qua vĩ tuyến 38, phát động cuộc chiến tranh Triều Tiên.

## Tranh cãi về bên khơi mào chiến tranh
Ngay từ những ngày đầu chiến tranh Triều Tiên, đã có nhiều tranh cãi giữa hai bên liên quan đến việc ai là người khởi xướng cuộc tấn công vào ngày 25 tháng 6 năm 1950. Những thông tin mâu thuẫn này đến từ các nguồn tài liệu cả hai phía, khiến cho việc xác định rõ ràng bên tấn công trước trở nên phức tạp. Khi chiến sự bùng nổ, Kim Nhật Thành đã triệu tập một cuộc họp khẩn cấp chính phủ và tuyên bố với các đảng viên Đảng Lao động Triều Tiên, những người chưa nắm rõ tình hình, rằng:
"Các đồng chí, lực lượng phản bội Lý Thừa Vãn đã vượt qua vĩ tuyến 38 và bắt đầu một cuộc xâm lược toàn diện nhằm thách thức nền cộng hòa phía Bắc của chúng ta."

Trong khi đó, một báo cáo từ Ủy ban Liên Hợp Quốc về Triều Tiên (UNCOK) được đệ trình lên ngày 24 tháng 6, do hai sĩ quan quân sự Úc, Thiếu tá F.S.B. Peach và Chỉ huy phi đội R.J. Rankin biên soạn. Báo cáo này khẳng định rằng, Quân đội Hàn Quốc (ROKA) hoàn toàn được tổ chức với mục tiêu phòng thủ, không đủ điều kiện hay khả năng để phát động một cuộc tấn công quy mô lớn lên miền Bắc. Hàn Quốc thiếu nghiêm trọng các trang bị quân sự trọng yếu, bao gồm xe tăng, máy bay chiến đấu và pháo hạng nặng, điều này khiến cho một cuộc xâm lược miền Bắc là điều bất khả thi về mặt quân sự.
Vào lúc 17:00 ngày 25 tháng 6, các quan sát viên tại hiện trường báo cáo rằng quân đội Triều Tiên đã mở một cuộc tấn công bất ngờ trên toàn tuyến vĩ tuyến 38 từ sáng sớm hôm đó. Tuy nhiên, Kim Nhật Thành vẫn khẳng định trong một bài phát thanh vào lúc 09:20 sáng ngày 26 tháng 6, rằng Hàn Quốc mới là bên tấn công trước tại khu vực Haeju, và miền Bắc chỉ thực hiện các đòn phản công. Dựa trên các bằng chứng thu thập được từ hiện trường và báo cáo của Peach và Rankin, Ủy ban Liên Hợp Quốc về Triều Tiên (UNCOK) đã bác bỏ toàn bộ luận điệu từ phía Triều Tiên, và kết luận rằng cuộc chiến do miền Bắc khơi mào.
Tuy nhiên, một phần thông tin từ phía Liên Xô và Triều Tiên vẫn chưa được công bố đầy đủ, dẫn đến việc vẫn còn một số khía cạnh chưa thể xác minh rõ ràng.

## Lực lượng tham chiến
Trong giai đoạn đầu cuộc chiến, gần như toàn bộ lực lượng quân sự cả hai phía, Cộng hòa Dân chủ Nhân dân Triều Tiên (CHDCND Triều Tiên) và Đại Hàn Dân Quốc (Hàn Quốc), đều tham gia trực tiếp hoặc gián tiếp vào chiến dịch. Dưới đây là danh sách các đơn vị chủ lực, đặc biệt là bộ binh và thiết giáp được huy động trong thời điểm ban đầu.

### Triều Tiên

#### Bộ binh
- Quân đoàn I:
Sư đoàn 1: Trung đoàn 1, 2, 3
Sư đoàn 3: Trung đoàn 7, 8, 9
Sư đoàn 4: Trung đoàn 5, 16, 18
Sư đoàn 6: Trung đoàn 13, 14, 15
- Quân đoàn II:
Sư đoàn 5: Trung đoàn 10, 11, 12
Sư đoàn 8: Trung đoàn 81, 82, 83
Sư đoàn 15: Trung đoàn 48, 49, 50
- Sư đoàn 9
- Sư đoàn 10
- Sư đoàn 13
- Lữ đoàn thiết giáp 105:
Trung đoàn thiết giáp 107, 109, 203
Trung đoàn cơ giới 206
- Trung đoàn Bộ binh 549
- Trung đoàn Bộ binh 766
- Lực lượng canh phòng vĩ tuyến 38: Lữ đoàn Cận vệ số 1 và số 3

### Hàn Quốc
- Sư đoàn Thủ đô:
- Trung đoàn 3, 18
- Sư đoàn 1:
Trung đoàn 11, 12, 13
- Sư đoàn 2:
Trung đoàn 5, 16, 25
- Sư đoàn 3:
Trung đoàn 18, 22, 23
- Sư đoàn 5:
Trung đoàn 15, 20
- Sư đoàn 6:
Trung đoàn 2, 7, 19
- Sư đoàn 7:
Trung đoàn 1, 9
- Sư đoàn 8:
Trung đoàn 10, 21
- Trung đoàn Bộ binh 17

## Diễn biến cuộc xâm lược
Vào ngày 24 tháng 6 năm 1950, Quân đội Nhân dân Triều Tiên (KPA) nhận được mệnh lệnh triển khai vào vị trí xuất phát tấn công trước nửa đêm. Đến 10 giờ sáng ngày 25 tháng 6, Lầu Năm Góc (Bộ Quốc phòng Mỹ) đã nhận được báo cáo khẩn cho biết quân đội Triều Tiên đã tiến hành xâm lược Hàn Quốc tại nhiều điểm dọc vĩ tuyến 38. Trận đánh đầu tiên được ghi nhận bắt đầu lúc 04:40 sáng, khi khu vực Ongjin bị pháo binh Triều Tiên bắn phá. Chỉ trong ba giờ đầu tiên, các đơn vị Quân đội Nhân dân Triều Tiên đã tiến sâu từ 3 đến 5 km vào lãnh thổ Hàn Quốc. Tuy quân đội Hàn Quốc (ROKA) tổ chức kháng cự mạnh ở các hướng Ongjin, Kaesong và Seoul, nhưng đến cuối ngày đầu tiên, các thành phố Ongjin, Kaesong và Sinyuri đều thất thủ. Ở hướng Chunchon (Sunsen), quân Triều Tiên đã tiến sâu 12 km, và 8 km dọc theo vùng duyên hải phía Đông.
Hai cuộc đổ bộ đường biển xảy ra vào lúc 05:25 ở bờ biển phía nam Kangnung. Một cuộc đổ bộ tại khu vực Kangnung (Korio), gồm hai tiểu đoàn lính thủy đánh bộ và 1.000 du kích. Cuộc đổ bộ còn lại diễn ra ở khu vực Uljin (Urutsyn) với 600 du kích. Thành phố Uljin (Urutsyn) bị chiếm. Quân đội Hàn Quốc giao tranh với tàu chiến Triều Tiên, nhưng cả hai cuộc đổ bộ đều diễn ra thành công.
Cuộc xâm lược được dẫn đầu bởi xe tăng T-34 do Liên Xô sản xuất, được trang bị pháo 85 mm mạnh mẽ. Lực lượng Hàn Quốc không có xe tăng hoặc vũ khí chống tăng đủ sức xuyên phá giáp T-34, khiến họ gần như bất lực trước khí tài hiện đại này. Xe tăng T-34 nặng 29 tấn, đủ nhẹ để vận chuyển qua các cầu đường sắt của Triều Tiên. Về không quân, Triều Tiên được hỗ trợ bởi 150 máy bay do Liên Xô sản xuất, bao gồm: Tiêm kích Yakovlev Yak-9, máy bay tấn công mặt đất Ilyushin Il-10, máy bay huấn luyện Yakovlev Yak-11. Những máy bay này thực hiện hỗ trợ không kích tầm gần và ném bom Seoul cùng các mục tiêu chiến lược khác.
Trận chiến tiếp tục diễn ra trong ngày 26 tháng 6 khi lực lượng Quân đội Nhân dân Triều Tiên tiếp tục tiến sâu vào Hàn Quốc. Bán đảo Kaesong và Ongjin được "dọn sạch". Sư đoàn 1 và 4 chiếm Tongduchon (Tongducheb) và Munsan (Bunsan). Sư đoàn 2 chiếm Chunchon (Siunseen). Sư đoàn 6 vượt qua vịnh và chiếm vị trí gần sân bay Kimpo. Các lực lượng đổ bộ đường biển tiến về phía trước và chiếm cảng Tubuiri. Lực lượng chính của Quân đội Nhân dân Triều Tiên tiến theo hành lang Uijongbu về phía Seoul.
Quân đội Hàn Quốc không có đủ máy bay hoặc xe tăng để chống trả cuộc xâm lược. Một phần lớn Quân đội Hàn Quốc gồm 65.000 binh sĩ chiến đấu và 33.000 quân hỗ trợ bắt đầu đào ngũ. Ngày 28 tháng 6, Quân đội Hàn Quốc cho nổ cầu Hangang nhằm làm chậm bước tiến của Quân đội Nhân dân Triều Tiên. Vụ nổ khiến nhiều dân thường Hàn Quốc thiệt mạng và làm kẹt lại Sư đoàn 5 Quân đội Hàn Quốc. Quân đội Nhân dân Triều Tiên vẫn vượt sông trong ngày và chiếm được Seoul.
Một báo cáo từ Liên Xô về cuộc xâm lược chỉ ra nhiều điểm yếu trong hoạt động của Quân đội Nhân dân Triều Tiên. Việc liên lạc trong Quân đội Nhân dân Triều Tiên rất yếu kém. Bộ tổng tham mưu không chỉ huy trực tiếp trận đánh vì việc truyền lệnh từ đầu đã yếu. Các chỉ huy đơn vị không nhận được mệnh lệnh từ cấp trên. Báo cáo cho rằng bộ chỉ huy Quân đội Nhân dân Triều Tiên không có kinh nghiệm thực chiến. Khi cố vấn quân sự Liên Xô rút lui, cuộc chiến được chỉ huy rất kém. Việc sử dụng xe tăng và pháo binh trong trận chiến không hiệu quả về mặt chiến thuật. Tuy vậy, binh sĩ Quân đội Nhân dân Triều Tiên vẫn nhiệt huyết và kiên định thực hiện nhiệm vụ.
Người dân Triều Tiên phản ứng tích cực trước tin tức về cuộc xâm chiến. Họ có niềm tin mạnh mẽ vào chính phủ Triều Tiên và Quân đội Nhân dân Triều Tiên.

## Tuyên truyền thời Chiến tranh Lạnh
Cuộc xâm lược Hàn Quốc của quân đội Triều Tiên không chỉ là một hành động quân sự, mà còn trở thành trọng tâm cuộc chiến tuyên truyền trong bối cảnh Chiến tranh Lạnh giữa hai khối đối địch: phương Tây do Mỹ đứng đầu và phe xã hội chủ nghĩa do Liên Xô hậu thuẫn.
Tại Hoa Kỳ, các phương tiện truyền thông chính thống Mỹ đồng loạt đưa tin về sự kiện này như một hành động xâm lược trắng trợn của Triều Tiên. Trên tờ New York Times ngày 27 tháng 6 năm 1950, một bài báo có tiêu đề "Mỹ đổ lỗi cho ỮEY5QR6UNga" mô tả đây là: Một "hành động xâm lược", mang tính "phi pháp" và là "cuộc tấn công vào một quốc gia được Mỹ bảo trợ". Bài báo cho rằng Liên Xô chính là thế lực đứng sau giật dây chính quyền Triều Tiên, biến sự kiện này thành một mối đe dọa mới nhắm vào các quốc gia tự do. Lập luận này phản ánh rõ sự đối đầu ý thức hệ trong Chiến tranh Lạnh, và được sử dụng như một công cụ để tập hợp dư luận phương Tây chống lại khối cộng sản, củng cố vai trò lãnh đạo toàn cầu của Mỹ trong thế giới “tự do”.
Trong khi đó, tại Triều TIên, các tài liệu chính thức từ phía Triều Tiên lại mô tả chiến tranh Triều Tiên dưới tiêu đề “Chiến thắng vĩ đại và chói lọi”, khẳng định rằng: Đây là một hành động phòng vệ mang tính cách mạng và chống đế quốc, nhằm bảo vệ đất nước khỏi “kẻ thù của nhân dân.” Các bản tường thuật từ phía Triều Tiên cáo buộc chính quyền Mỹ và quân đội Hàn Quốc là bên phát động cuộc chiến, với lời lẽ tuyên truyền rằng: Vào rạng sáng ngày 25 tháng 6, theo chỉ đạo của “đế quốc Mỹ”, hơn 100.000 lính Hàn Quốc đã bất ngờ tấn công Triều Tiên, tiến sâu 2 km vào lãnh thổ phía Bắc, với âm mưu xâm lược nhân dân Triều Tiên.
Báo cáo của miền Bắc gọi quân đội Hàn Quốc là “bù nhìn” của Mỹ, và mô tả Mỹ là một thế lực xâm lược, đế quốc, mang hiểm họa nghiêm trọng đến với đất nước và nhân dân Triều Tiên.